# دايفيد هيمنيواي
دايفيد هيمنيواي (بالإنجليزية: David Hemenway)‏ هو أستاذ جامعي واقتصادي أمريكي، ولد في 1945.